# Michael Stürzenberger
Michael Johannes Stürzenberger (Bad Kissingen, Baja Franconia, 28 de septiembre de 1964) es un bloguero alemán y activista contra el islamismo político.
Fue presidente federal del pequeño partido populista de derecha Die Freiheit (en alemán: La Libertad), que se disolvió en 2016. Es autor habitual del blog calificado como anti-Islam Politically Incorrect (en inglés: Políticamente Incorrecto), también conocido como PI-News. Es miembro del movimiento ciudadano Pax Europa y activista de Pegida. Stürzenberger fue condenado varias veces, entre otras cosas, por insultar, odiar y menospreciar las enseñanzas religiosas, por supuesto odio a la gente y el abuso de las placas de matrícula. Es observado por la Oficina del Estado de Baviera para la Protección de la Constitución.

## Biografía
Michael Stürzenberger nació el 28 de septiembre de 1964 en la ciudad bávara de Bad Kissingen, entonces parte de la Alemania Occidental. Estudió ciencias políticas e historia en la Universidad Ludwig Maximilian de Múnich en el cuatrienio de 1984 a 1988. No completó sus estudios y empezó a trabajar como periodista, en concreto, como reportero deportivo.
A comienzos del siglo XXI empezará a ser más activo en la Unión Social Cristiana de Baviera en Múnich, llegando a ser su portavoz en 2003 y 2004. En 2008, un amigo y colega de Stürzenberger del CSU, Ralph Burkei, muere en los atentados de Bombay de 2008, lo que se ha considerado el punto de inflexión de la radicalización de Stürzenberger.
En 2011 abandonaría el CSU, que ya estaba preparando una expulsión disciplinaria por sus comportamientos. En el mismo año entraría en la junta directiva federal del partido Bürgerrechtspartei für mehr Freiheit und Demokratie – Die Freiheit (en alemán: Partido de los Derechos Civiles para Más Libertad y Democracia - La Libertad). Al año siguiente, Stürzenberger fue degradado de la ejecutiva federal por posicionamientos en contra de la libertad de culto que Die Freiheit tiene en sus Estatutos (de obligado cumplimiento por la ley electoral alemán), lo que no impidió que fuese elegido presidente del partido en Baviera.

### Activismo político
En cuanto al contenido de sus blogs, Stürzenberger se vuelve «casi exclusivamente contra el Islam politizado, que para él no es una religión sino una ideología».
El partido Die Freiheit fue calificado por la Agencia Federal de Educación Cívica como un partido populista de derecha con tendencias antiislámicas; el partido se autodefinía como burgues-liberal. Stürzenberger es considerado antiislamista, se describe a sí mismo como un crítico del islamismo. Se opone con vehemencia a la construcción de mezquitas en Alemania. Acusa a los políticos alemanes de no tomarse en serio los peligros que surgen del Islam politizado. Compara el Corán con el Mein Kampf de Adolf Hitler, equiparando a su vez el Islam con el nacionalsocialismo. Stürzenberger describe al nacionalsocialismo como un «movimiento de izquierda» y afirma que existen paralelismos entre la persecución nacionalsocialista de opositores políticos y la «lucha contra la derecha» de Alemania Occidental. Con respecto a Stürzenberger, Alexander Häusler y Rainer Roeser dijeron: «Detrás de la crítica de derecha al Islam se esconde la clásica hostilidad de extrema derecha hacia las ideas de izquierda de justicia e igualdad y la hostilidad racista hacia las sociedades de inmigración multicultural».
En 2022 fue uno de los participantes más destacados en una reunión de la ultraderecha alemana que tuvo lugar los días 21 y 22 de mayo en Mallorca.
En 2023, el movimiento ciudadano Pax Europa fue investigado a título organizativo y particular de varios de sus dirigentes por malversación de fondos, que podrían alcanzar los 157.000 euros. La investigación fue iniciada por el propio presidente de la asociación sin ánimo de lucro, Günter A. Geuking, quien fue nombrado en diciembre de 2022. El escándalo fue calificado por varios medios como una elevación de una disputa personal entre Geuking y Stürzenberger, quien fue acusado personalmente de ser el artífice de la malversación, a lo que Stürzenberger respondió solicitando medidas cautelares al Tribunal Superior de Justicia de Múnich.
El 31 de mayo de 2024, encontrándose en el centro de la ciudad de Mannheim, fue atacado y apuñalado por un refugiado afgano de 25 años que portaba un cuchillo de grandes dimensiones. Además de a Stürzenberger, el perpetrador ocasionó heridas de arma blanca a otros cuatro activistas de Pax Europa, así como a un policía interviniente que falleció a causa de las mismas.
En declaraciones a la prensa de Nancy Faeser, Ministra federal del Interior y para la Patria de Alemania, relató que las investigaciones están en marcha y que no se descarta ninguna hipótesis, aunque evocó la posibilidad de un ataque islamista: «Si la investigación revela un móvil islamista, será una confirmación más del gran peligro que representan los actos de violencia islamistas, contra los cuales hemos advertido».

## Atentados contra su vida
| Fecha                   | Lugar                             | Atacante                    | Suceso |
| ----------------------- | --------------------------------- | --------------------------- | --- |
| 23 de octubre de 2013   | Múnich, Baviera                   | Inmigrante turco de 34 años | Durante una campaña contra la construcción de la mezquita Ziem en Múnich, Stürzemberger daba un mitin en la Plaza de la Cruz Roja (en alemán: Rotkreuzplatz) cuando un vecino de Múnich de 34 años y originario de Turquía le atacó e hirió levemente. |
| 17 de diciembre de 2022 | Bonn, Renania del Norte-Westfalia | Hombre de 20 años           | En una manifestación del movimiento ciudadano Pax Europa, un asaltante hirió a Stürzenberger y otros dos miembros de BPE. |
| 31 de mayo de 2024      | Mannheim, Baden-Wurtemberg        | Refugiado afgano de 25 años | En un acto del BPE de reparto de panfletos, un hombre desconocido atacó con un cuchillo de grandes dimensiones a Stürzenberger hiriéndole en la pierna. También hirió a otros cuatro activistas y a un policía.                                        |